# Stazione di Hyūga
La stazione di Hyūga (日向駅?, Hyūga-eki) è una stazione ferroviaria situata nella città di Sanmu, nella prefettura di Chiba, in Giappone. 
La stazione è servita dalla linea principale Sōbu della JR East.

## Linee e servizi
East Japan Railway Company
■ Linea principale Sōbu

## Struttura
La stazione è dotata di due marciapiedi laterali con due binari passanti in superficie. Il fabbricato viaggiatori si trova su un lato, e il secondo marciapiede è accessibile da una passerella.
| 1   | ■ Linea principale Sōbu | per Sakura, Chiba e Tokyo       |
| 2-3 | ■ Linea principale Sōbu | per Narutō, Yōkaichiba e Chōshi |

## Stazioni adiacenti
| «                     | Servizio              | »                     |
| Linea principale Sōbu | Linea principale Sōbu | Linea principale Sōbu |
| --------------------- | --------------------- | --------------------- |
| Yachimata             | Locale                | Narutō                |
| Il rapido non ferma   |                       |                       |